# Picchio (azienda)
Picchio è un'azienda costruttrice di automobili da competizione, oltre alla produzione artigianale, di vetture Gran Turismo stradali in pezzi unici, costruite su misura per il cliente finale.

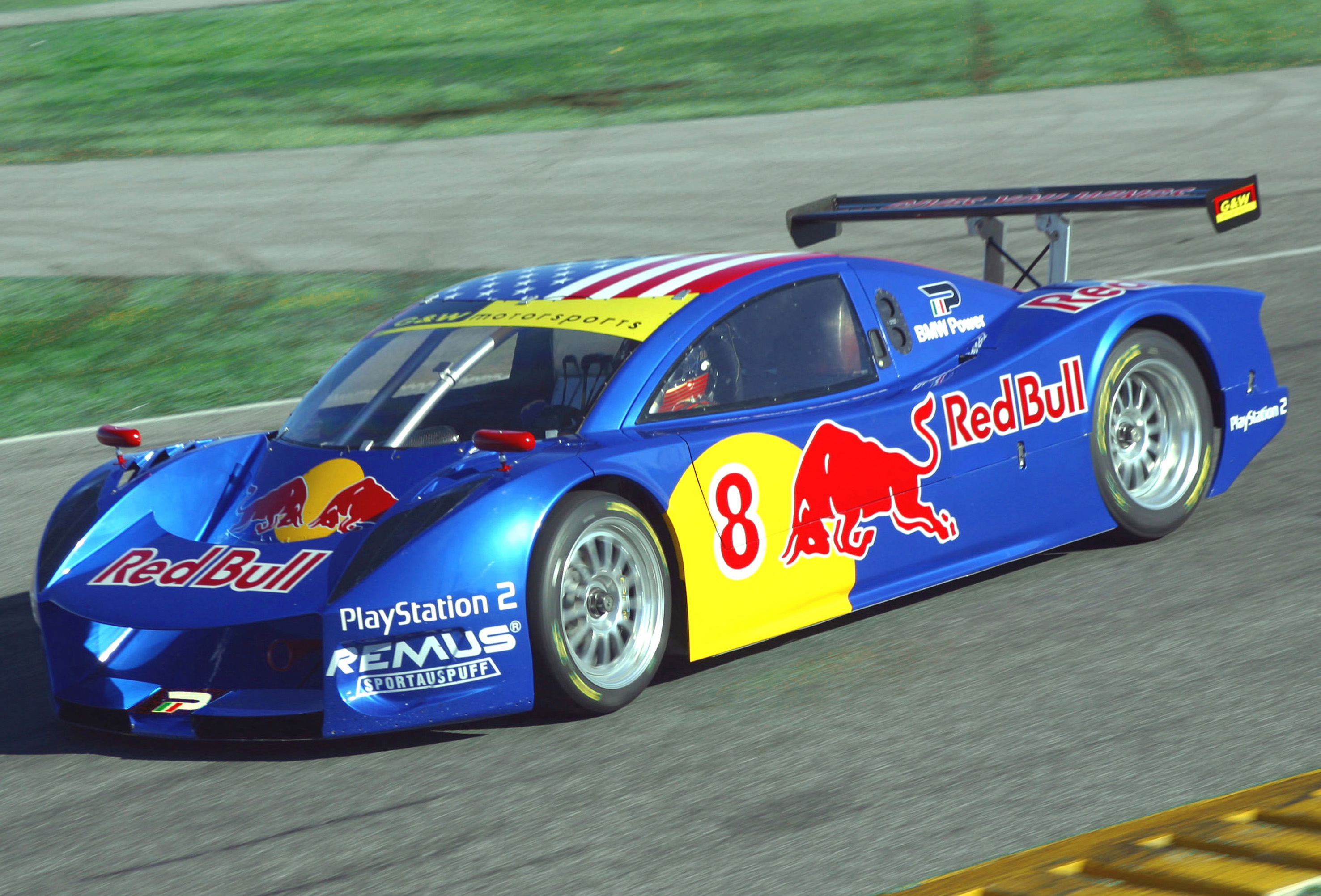
DP2 Picchio

## Storia dell'azienda

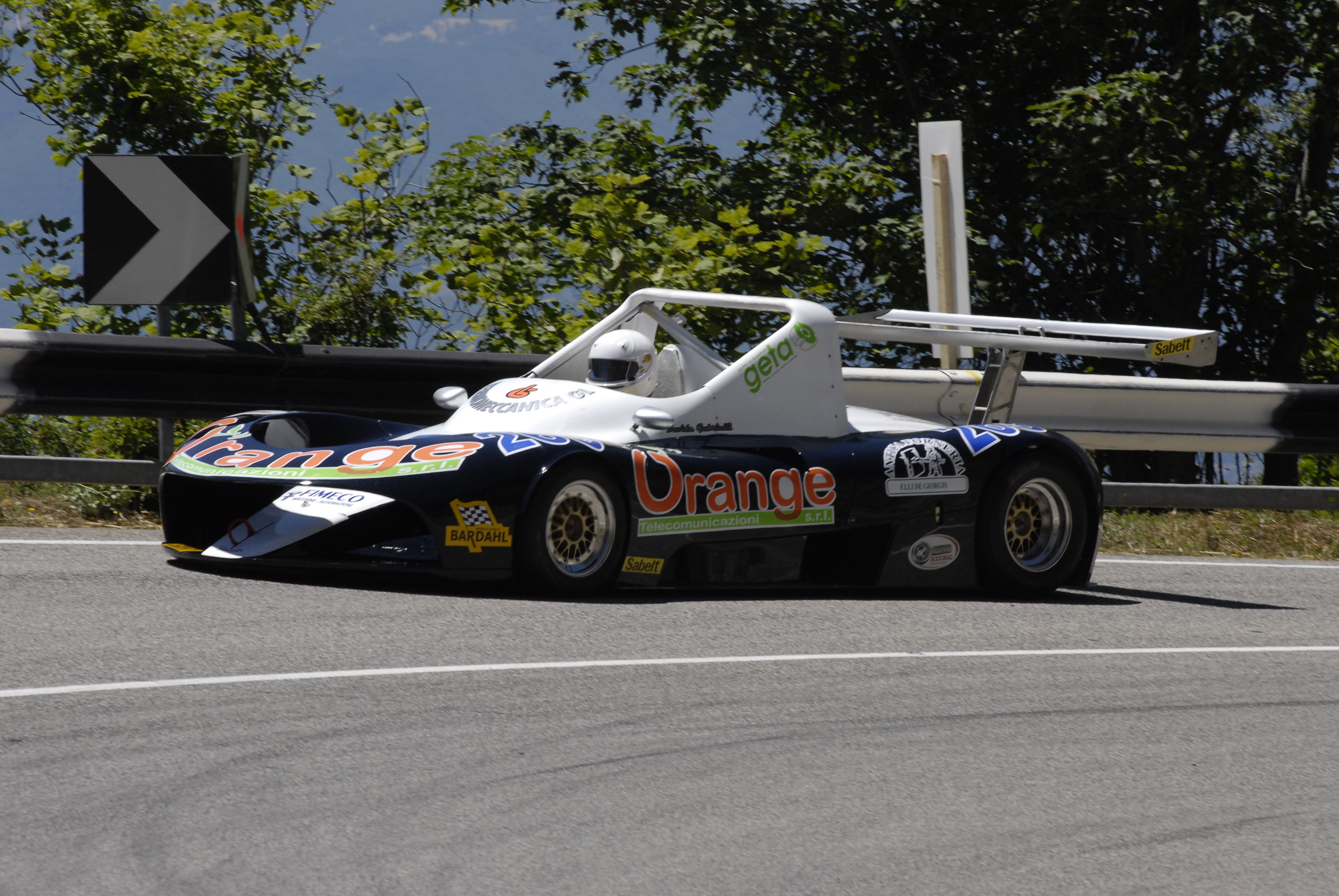
Picchio CN 2

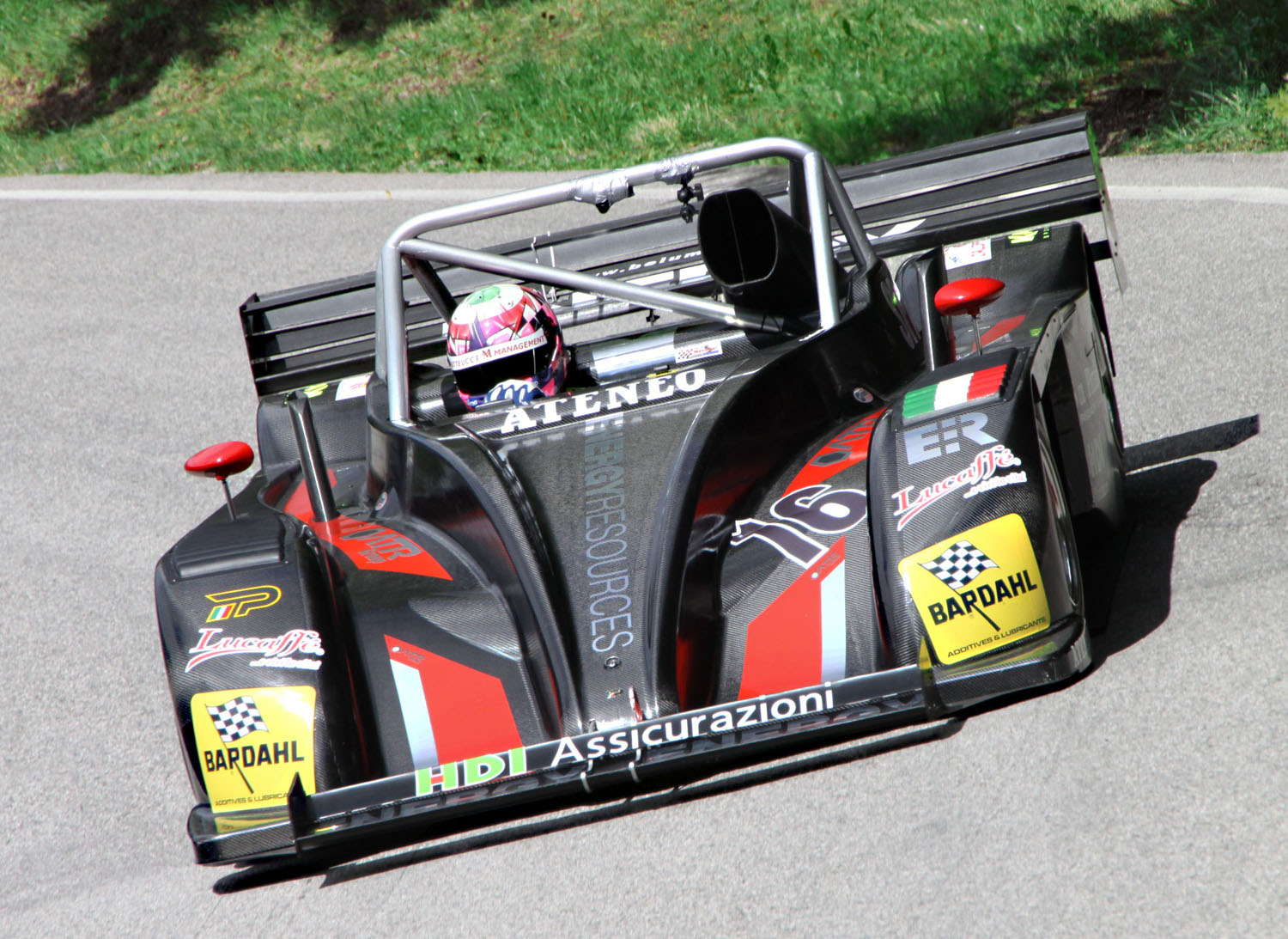
Picchio P4

L'azienda è sorta grazie alla passione per le automobili di un gruppo di ascolani, che aiutati e guidati inizialmente dalla consulenza di Giotto Bizzarrini, realizzano il primo prototipo, che gira con successo sull'autodromo di Magione nel 1991, dal 1996 è iniziata la produzione industriale nella sede di Ancarano, che porta al debutto in una gara ufficiale, di una vettura progettata e realizzata dai tecnici della Picchio, nel 1998.
Tale  vettura viene prodotta in tre versioni, LMP675, SR2 e CN4 e gareggerà negli anni successivi in campionati italiani ed esteri sia in pista che in salita.
Nel 2002 viene progettata e costruita la prima Daytona Prototype, conforme allo specifico regolamento della Grand Am. 
Debutterà nel 2003 alla 24 Ore di Daytona cogliendo come risultato il 3º posto di classe. Negli anni successivi la vettura subirà diverse evoluzioni sia aerodinamiche che meccaniche e verrà prodotta con la sigla DP3.
Nel 2004 viene progettata e costruita la CN2 Light, che debutta nello stesso anno in gare di cronoscalata nel campionato italiano. Dalla Light verranno sviluppate anche una versione CN1 e CN4. È del 2008 l'ultimo sviluppo con la versione CN2S, che propone affinamenti meccanici ed una nuova veste aerodinamica.
Negli ultimi anni l'azienda ha fornito attività di consulenza e progettazione in collaborazione con la ETA Srl, è del 2007 la collaborazione con Cheever Racing per lo sviluppo della Daytona Prototype Coyote.
Picchio nel 2010 rilancia la sua attività con un nuovo modello, la Picchio P4/E2, in fase di sviluppo ha già debuttato nel CIP con Jacopo Faccioni in categoria CN 2 e sabato 7 agosto debutta in salita all'Alpe del Nevegal (salita TIVM) guidata dal trentino Cristian Merli della scuderia Ateneo, la sua vettura curata dal team Tschager motorsport è spinta da un motore 1750 cm³ turbo sviluppato dalla Picchio per correre nel gruppo E2B e competerà con i 3000 cm³. Inoltre vi è l'innovativa scocca in carbonio e le numerose misure di sicurezza aggiuntive oltre a quelle fissate dai regolamenti, come i crashbox laterali. Merli all'esordio conquista la vittoria di manche nell'ultima salita e il terzo posto assoluto. Dopo solo due mesi, in occasione dell'ultima gara CIVM ovvero la Alghero - Scala Piccada, la Picchio P4/E2 ottiene la sua prima vittoria assoluta.

## Attività sportiva
L'attività sportiva spazia in vari campi, la produzione principale è di auto da corsa sport-prototipi conformi ai regolamenti FIA, e di auto da corsa chiuse conformi al regolamento del Campionato USA Grand Am.